# Ficus cerasicarpa
Ficus cerasicarpa är en mullbärsväxtart som beskrevs av D.J.Dixon. Ficus cerasicarpa ingår i släktet fikonsläktet, och familjen mullbärsväxter. Inga underarter finns listade i Catalogue of Life.